# Convención mundial de ciencia ficción
Worldcon, o más formalmente la Convención Mundial de Ciencia Ficción, la convención anual de la Sociedad Mundial de Ciencia Ficción (WSFS), es una convención de ciencia ficción. Se ha llevado a cabo cada año desde 1939 (a excepción de los años 1942 a 1945, durante la Segunda Guerra Mundial). Los miembros de cada Worldcon son los miembros de WSFS, y votan para seleccionar el sitio de la Worldcon dos años después y para seleccionar a los ganadores de los Premios Hugo anuales, que se presentan en cada convención. 
Normalmente se celebra en el verano norteamericano (agosto o septiembre), en las costas este u oeste de los EE. UU.

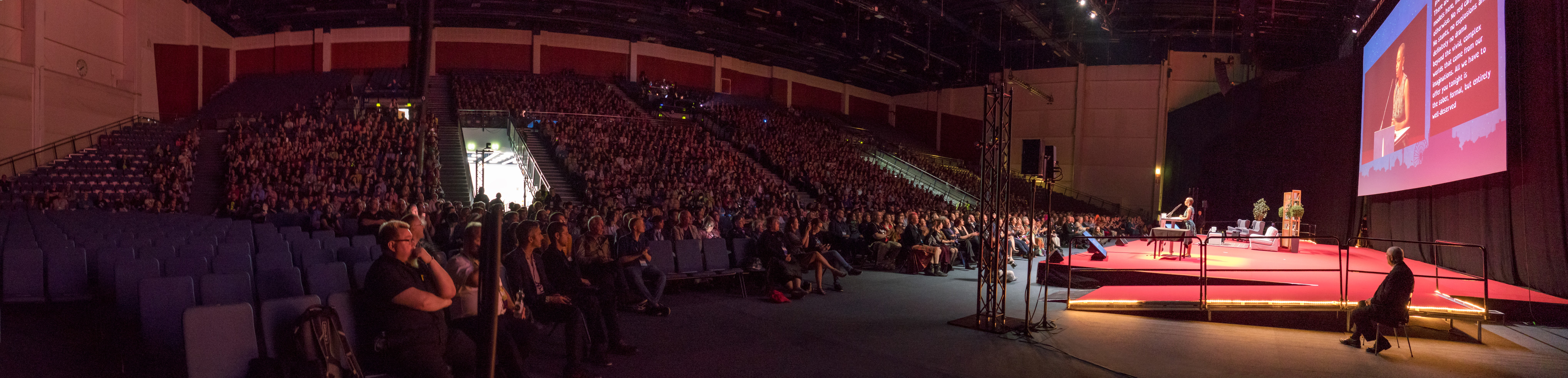
Ceremonia de entrega de los premios Hugo y John W. Campbell en la 75 edición de la Worldcon celebrada en Helsinki en 2017. La velada de entrega de premios constituye uno de los actos principales de la convención.

## Actividades
Las actividades y eventos en la convención generalmente incluyen (pero no se limitan a):
- Actividades de apoyo a los aficionados y organizaciones benéficas externos (subastas de fondos de fanes, donación de sangre, etc.).
- Muestras de arte que presentan pinturas, dibujos, esculturas y otros trabajos, principalmente en la ciencia ficción y temas de fantasía.
- Sesiones de autógrafos, cervezas o cafés literarios en reuniones, "Camina con las Estrellas", y otras oportunidades de conocer a profesionales de ciencia ficción y fantasía favoritos.
- Ceremonias de premios:
  - Premios Chesley
  - Premios Hugo
- Disfraces - la competencia formal (la "Mascarada") y los casuales "trajes de pasillo" o cosplay.
- Bailes - uno o más bailes con música en vivo o un DJ (LoneStarCon 3 tenía tres bailes en 2013, incluyendo una contradanza alboratada Firefly y un baile steampunk).[2]
- Exposiciones - incluyendo fotos de fanes prominentes y autores, exposiciones históricas, información sobre el espacio y la ciencia, la información local y más.
- Sala Huckster, el término de los aficionados[3][4][5] para habitaciones de tratos o ventas - una gran sala llena donde los fanes pueden comprar libros, bocadillos, juegos, cómics, películas, joyería, disfraces y otros bienes.
- Salón de los aficionados (a veces llamada la "Salón de los Fanzines") - Un lugar para leer, intercambiar, contribuir y hablando de fanzines.
- Tablas de fanes - donde las organizaciones de fanes y representantes de otros convenios promueven sus grupos.
- Filk y otras actuaciones musicales, círculos musicales y talleres.
- Películas - un festival de cine independiente, y otras salas de cine que muestra películas de ciencia ficción, programas de televisión, etc.
- Juegos - juegos de acción en vivo y de mesa, juegos de cartas y juegos de rol.
- Actuaciones en directo de teatro (ópera Klingon, producciones de R.U.R., etc.).
- Panel de discusiones sobre una amplia gama de temas relacionados con la literatura ficticia especulativa (SF); cine, audio y otros medios; arte; historias gráficas; aficiones fandom; la ciencia, la tecnología y la sociedad; vestuario, juegos y música.
- Socializar en la "suite-con", bares de convenciones y en las fiestas (por lo general a cargo de otras convenciones o licitadores, clubes, editores / revistas, y por particulares).
- Discursos u otras presentaciones de los invitados de honor y otros participantes en el programa.
- Otros asuntos de la Sociedad Mundial de Ciencia Ficción, incluyendo la votación sobre la ubicación de Worldcons futuros y convenciones de ciencia ficción de América del Norte (NASFiCs, que se producen cuando el Worldcon es extranjero) y cualquier cambio en la Constitución de WSFS, que se hacen en las reuniones de negocios de WSFS durante la convención.

## Premios
La Sociedad Mundial de Ciencia Ficción administra y presenta los Premios Hugo, el premio más antiguo y notable por la ciencia ficción. La selección de los beneficiarios es por el voto de los miembros Worldcon. Las categorías incluyen novelas y relatos cortos de ficción, obras de arte, presentaciones dramáticas, y diversas actividades profesionales y fandom.
Otros premios pueden presentarse en Worldcon a discreción del Comité de la Convención individual. A menudo, esto ha incluido los premios SF nacionales del país de acogida, incluidos los Premios Seiun japoneses como parte de Nippon 2007 y los Premios Prix de Aurora como parte de Anticipación en 2009. El premio John W. Campbell al mejor escritor novel y el Premio Sidewise, aunque no es patrocinado por la Worldcon, suele ser presentado, así como los Premios Chesley, el Premio Prometeo, y otros.

## Invitados de Honor
Cada comité Worldcon selecciona un número de invitados de honor (o "GoHs") para la convención. Normalmente, hay un autor (también conocido como "escritor" o "Pro") y un invitado fanático de honor. Muchas convenciones también tienen artistas, editores e invitados de ciencia, y la mayoría tienen un maestro de ceremonias para los grandes eventos, como las ceremonias de apertura y clausura, y la ceremonia de premios Hugo. Algunas convenciones han tenido dos o incluso tres invitados de autor.
Mientras que otros convenios escogen a los invitados sobre la base de su popularidad actual, Worldcons normalmente selecciona invitados de honor como un reconocimiento de la contribución significativa de por vida en el campo; mientras que éstos son a menudo personajes conocidos, algunos comités eligen figuras menos conocidas precisamente porque el comité siente que logros de los invitados merecen más reconocimiento de la comunidad. La selección es gestionada por autores, fanes y otros como un reconocimiento a su trayectoria. Como tal, la tradición es premiar sólo a los que han estado haciendo contribuciones significativas durante al menos 20 años. Los invitados de honor por lo general reciben los gastos de viaje, membresías, y una pequeña dieta de la convención, pero sin honorarios hablados.
Con el fin de anunciar a los invitados inmediatamente después de la selección del sitio, los comités de licitación de Worldcon seleccionan a uno o más invitados antes de la votación de la selección del sitio. Los aficionados consideran que es inapropiado para las ofertas competir sobre la base de sus invitados elegidos (a fin de evitar tener a alguien elegido por un intento de perder la sensación de que el fandom había votado en contra de ellos en lo personal), por lo que las declaraciones no revelan quiénes son sus huéspedes hasta después de la votación, y los intentos fallidos generalmente nunca revelan a quiénes invitaron. Esto usualmente se trata con la misma discreción en los Premios Hugo, donde sólo unas pocas personas pueden saber de antemano quiénes serán los invitados.

## Sociedad Mundial de Ciencia Ficción
El nombre "Worldcon" es propiedad de la Sociedad Mundial de Ciencia Ficción (WSFS), una sociedad literaria no incorporada cuyo propósito es promover el interés por la ciencia ficción. WSFS no tiene funcionarios permanentes, sólo pequeñas comisiones permanentes, y un gran número de miembros compuesto por los miembros de la Worldcon actual. Sus principales actividades son ejecutar el proceso de selección (de votación) para la convención anual y varios premios. Las convenciones mismas son llevadas a cabo por organizaciones sin fines de lucro de fanes voluntarios, quienes concursan para organizar el evento.
La propia Constitución de WSFS es discutida y modificada por la asamblea general anual, conocida como la "reunión de trabajo", celebrada en la Worldcon, usualmente en tres sesiones de la mañana en los días sucesivos. La constitución de WSFS determina las reglas para la selección del sitio, para los Premios Hugo, y para su propia modificación. La reunión de negocios también escoge una serie de comités permanentes o ad hoc para tratar con la revisión de las enmiendas y con ciertas funciones administrativas.
El comité permanente más importante es el Comité de Protección de Marca (MPC), quien es el responsable del mantenimiento de las marcas de la sociedad y de los nombres de dominio.

### Selección de sitio
Históricamente la mayoría de las Worldcons se han celebrado en Estados Unidos, aunque un número cada vez mayor han tenido lugar en otros países como el Reino Unido, Alemania, Australia, los Países Bajos, Japón y Finlandia. La 77.ª Worldcon celebrada en 2019 se realizó en Dublín (Irlanda). Las próximas convenciones se celebrarán en Wellington (Nueva Zelanda) en 2020 y Washington D. C. (Estados Unidos) en 2021.
La primera Worldcon en ser celebrada fuera de los EE. UU. fue la sexta, en 1948 en Toronto, Canadá, y la primera fuera de América del Norte fue la 15° Convención Mundial de Ciencia Ficción, en 1957 en Bayswater, Londres. La Worldcon de 2007 en Yokohama, Japón fue la primera en celebrarse en Asia. Otras Worldcons no estadounidenses han incluido la Worldcon de 2005, celebrada en Glasgow, Escocia; la Worldcon de 2009, en Montreal, Quebec, Canadá; la Worldcon de 2010, en Melbourne, Australia; la Worldcon de 2014, en Londres, Reino Unido; la Worldcon de 2017 en Helsinki, Finlandia y la Worldcon de 2019 en Dublín, Irlanda.
Los sitios para Worldcons futuros son determinados por votación de los miembros Worldcon. Los Worldcons hasta 1970 eran seleccionados con un año de antelación, desde 1971 hasta 1986 con dos años de antelación, de 1987 a 2007, con tres años antes, y luego desde 2008 hasta el presente, dos años de antelación de nuevo. Por ejemplo, durante la Worldcon de 2011 en Reno, San Antonio fue seleccionada la sede de la Worldcon de 2013. Los cambios en las reglas para alargar o acortar el período se llevaron a cabo mediante la selección de dos Worldcons futuras en las convenciones de 1969 y 1984 y para no tener seleccionada la convención de 2005.
Para asegurar que el Worldcon se mueva en torno a diferentes lugares, la Constitución de WSFS señala que todos los lugares propuestos deben ser por lo menos 500 millas (800 km) de distancia del lugar de la convención en la que sucede el voto de selección.
Cuando se lleva a cabo una Worldcon fuera de América del Norte, una Convención de Ciencia Ficción de América del Norte (NASFiC) también puede llevarse a cabo dentro de América del Norte ese mismo año. Desde 1975, cada vez que se selecciona un sitio para la Worldcon fuera de América del Norte, la WSFS administra un proceso de selección del sitio paralelo para la NASFiC, votado por los miembros de la WSFS en la Worldcon (o NASFiC si hay uno) que se celebra un año antes de la prospectiva NASFiC. Con la Worldcon de 2014 que se celebró en el Reino Unido, los miembros de la Worldcon de 2013 en San Antonio eligieron Detroit para ser el sitio de la NASFiC en 2014 y Spokane, Washington como el sitio de la Worldcon de 2015.

## Comités de la Convención
Como WSFS es una sociedad no incorporada, cada Worldcon cada Worldcon es organizada por un comité independiente legalmente constituida en la jurisdicción local; en los Estados Unidos, éstos se instalan generalmente como corporaciones sin fines de lucro 501(c)(3). Los organizadores locales pueden ser comités independientes o pueden ser organizados por un grupo local existente; unos grupos como MCFI en Boston y SCIFI (Instituto del Sur de California para los Intereses de los Fanes Inc.) en el sur de California son corporaciones permanentes creados para ejecutar Worldcons (u otra de una sola vez o convenciones rotativas) en diferentes años en la misma zona geográfica.
Como la mayoría de las convenciones sin media de ciencia ficción, todas las Worldcons se ejecutan en su totalidad por voluntarios, sin personal asalariado. Los miembros de alto nivel del comité dedican cientos de horas (por no hablar de miles de dólares en gastos de viaje en algunos casos) en la preparación de un convenio en particular. Aunque cada convenio se ejecuta por separado por el comité local, un grupo informal y auto-seleccionado de voluntarios constituyen el "Comité Emergente Permanente de la Worldcon" que trabajan como voluntarios para muchas Worldcons en diferentes años. Este grupo ofrece una medida de continuidad institucional a organizaciones legales dispares.
Las Worldcons recientes han tenido presupuestos corriendo cerca de un millón de dólares. La principal fuente de ingresos es la membresía a convenciones, pero Worldcons también recogen los honorarios de los distribuidores y de los artistas que exponen y anunciantes en publicaciones, y algunas convenciones logran atraer patrocinios hasta un 5% de los ingresos totales. Los principales gastos son instalaciones de alquiler y los gastos relacionados; luego (si es posible) los reembolsos de miembros a los participantes del programa y voluntarios; a continuación, publicaciones, alquiler de equipos audiovisuales y hospitalidad. Tradicionalmente, todos los miembros (a excepción de los invitados de honor) deben pagar por su membresía; si la convención hace un superávit adecuada después de cubrir los gastos de operación, los reembolsos de miembros totales o parciales se pagan a los voluntarios después de la convención. La mayoría de las Worldcons corren un pequeño superávit que, bajo las reglas de WSFS y la legislación no lucrativa en su jurisdicción, están obligados a desembolsar a organizaciones calificadas; normalmente, la mitad del excedente es donada a las Worldcons futuras, en una tradición llamada "fondos de paso largo".
Debido a su tamaño, las Worldcons tienen dos capas de gestión entre la presidencia y el personal. "Departamentos" opera una función específica en la convención, mientras que "divisiones" coordina el trabajo de varios departamentos. Los jefes de departamento (a veces llamados "cabezas de área") tienen uno o más diputados, además de un gran personal, o pueden no tener el personal en absoluto. La mayoría de las Worldcons tienen entre cinco y doce jefes de división, quienes forman el grupo ejecutivo de la convención.
A fin de que el personal de la convención y los miembros puedan identificar rápidamente la función de otros miembros del personal en la convención, las Worldcons utilizan cintas de diferentes colores que se adjuntan a las insignias de la convención para indicar diferentes funciones y responsabilidades. A menudo, hay cintas para representar rangos, divisiones y departamentos o funciones especializadas; las cintas también se utilizan para identificar a los participantes del programa, otros miembros notables (por ejemplo "Invitado de Honor de la pasada Worldcon", "Nominado al Premio Hugo", etc.) o clases de miembros ("comerciantes", "artistas", "anfitriones de la fiesta"), quienes están interactuando con el personal de la convención. Algunos miembros del Comité pueden estar realizando una variedad de roles actuales o pasadas y podrían tener un gran número de cintas unidas entre sí que cuelga de una tarjeta de identificación. Extendiendo esta tradición, otros grupos e individuos crean cintas más especiales para su uso en la convención; éstos pueden ser serios o absurdos. Las cintas en las insignias de la convención son recuerdos importantes, y se convierten en valiosos años más tarde, ya que evocan recuerdos de eventos en la convención, y con frecuencia se puede esperar que se mostrará en exposiciones en futuras convenciones. Es un lugar común para los asistentes de la Worldcon para usar sus cintas de las Worldcons anteriores al lado o debajo de la cinta de la Worldcon actual, ocasionalmente incurriendo en confusiones menores.
También hay una insignia de la convención, la cual que muestra el nombre de cada participante, su número de socio y (si se desea) su apodo de "fandom". La práctica habitual es que todos los asistentes de la misma convención (ocasionalmente con excepción de los Invitados de Honor) usen insignias del mismo diseño, pero el diseño de la insignia de cada Worldcon es exclusivo de esa convención. Al igual que con las cintas, los asistentes de la Worldcon a menudo usarán sus insignias de las Worldcons anteriores junto o por debajo de su insignia actual.